# Švédská hokejová reprezentace
Švédská hokejová reprezentace (nebo také Reprezentace tří korunek) patří mezi národní reprezentační mužstva v ledním hokeji, které hrají v elitní skupině Mistrovství světa v ledním hokeji a patří mezi nejlepší reprezentační týmy světa.

## Lední hokej na olympijských hrách
| ZOH        | Místo ZOH                           | Umístění         | Soupisky | Trenér                                  |
| ---------- | ----------------------------------- | ---------------- | -------- | --------------------------------------- |
| LOH – 1920 | Belgie Antverpy                     | 4. místo         | Soupiska |                                         |
| ZOH – 1924 | Francie Chamonix                    | 4. místo         | Soupiska |                                         |
| ZOH – 1928 | Švýcarsko Svatý Mořic               | Stříbrná medaile | Soupiska |                                         |
| ZOH – 1932 | USA Lake Placid                     | Ne               |          |                                         |
| ZOH – 1936 | Německá říše Garmisch-Partenkirchen | 5. místo         | Soupiska | Vic Lindqvist                           |
| ZOH – 1948 | Švýcarsko Svatý Mořic               | 5. místo         | Soupiska | Vic Lindqvist                           |
| ZOH – 1952 | Norsko Oslo                         | Bronzová medaile | Soupiska | Folke Jansson                           |
| ZOH – 1956 | Itálie Cortina d'Ampezzo            | 4. místo         | Soupiska | Folke Jansson                           |
| ZOH – 1960 | USA Squaw Valley                    | 5. místo         | Soupiska | Ed Reigle, Pelle Bergström              |
| ZOH – 1964 | Rakousko Innsbruck                  | Stříbrná medaile | Soupiska | Arne Strömberg, Pelle Bergström         |
| ZOH – 1968 | Francie Grenoble                    | 4. místo         | Soupiska | Arne Strömberg                          |
| ZOH – 1972 | Japonsko Sapporo                    | 4. místo         | Soupiska | Bill Harris, Björn Norell               |
| ZOH – 1976 | Rakousko Innsbruck                  | Ne               |          |                                         |
| ZOH – 1980 | USA Lake Placid                     | Bronzová medaile | Soupiska | Tommy Sandlin, Bengt Ohlsson            |
| ZOH – 1984 | Jugoslávie Sarajevo                 | Bronzová medaile | Soupiska | Anders Parmström                        |
| ZOH – 1988 | Kanada Calgary                      | Bronzová medaile | Soupiska | Tommy Sandlin, Curt Lindström           |
| ZOH – 1992 | Francie Albertville                 | 5. místo         | Soupiska | Conny Evensson, Curt Lindström          |
| ZOH – 1994 | Norsko                              | Zlatá medaile    | Soupiska | Curt Lundmark, Par Märts                |
| ZOH – 1998 | Japonsko                            | 5. místo         | Soupiska | Kent Forsberg, Barry Smith, Tommy Tomth |
| ZOH – 2002 | USA Salt Lake City                  | 5. místo         | Soupiska | Hardy Nilsson, Mat Waltin               |
| ZOH – 2006 | Itálie Turín                        | Zlatá medaile    | Soupiska | Bengt-Ake Gustafsson                    |
| ZOH – 2010 | Kanada Vancouver                    | 5. místo         | Soupiska | Bengt-Ake Gustafsson                    |
| ZOH – 2014 | Rusko Soči                          | Stříbrná medaile | Soupiska | Pär Mårts                               |
| ZOH – 2018 | Jižní Korea Pchjongčchang           | 5. místo         | Soupiska | Rikard Grönborg                         |
| ZOH – 2022 | Čína Peking                         | 4. místo         | Soupiska | Johan Garpenlöv                         |
| ZOH – 2026 | Itálie Milán                        |                  | Soupiska |                                         |

## Mistrovství světa
| MS – 1930 | Francie (Chamonix) Německo (Berlín)                              | Ne                               |                                  |                                                                 |                                  |                                  |                                  |                                  |                                  |                                  |                                  |                                  |                                  |
| MS – 1931 | Polsko (Krynica)                                                 | 6. místo                         | Soupiska                         | Viking Harbom                                                   |                                  |                                  |                                  |                                  |                                  |                                  |                                  |                                  |                                  |
| MS – 1933 | ČSR (Praha)                                                      | Ne                               |                                  |                                                                 |                                  |                                  |                                  |                                  |                                  |                                  |                                  |                                  |                                  |
| MS – 1934 | Itálie (Milán)                                                   | Ne                               |                                  |                                                                 |                                  |                                  |                                  |                                  |                                  |                                  |                                  |                                  |                                  |
| MS – 1935 | Švýcarsko (Davos)                                                | 5. místo                         | Soupiska                         | Carl Abrahamsson, Viking Harbom                                 |                                  |                                  |                                  |                                  |                                  |                                  |                                  |                                  |                                  |
| MS – 1937 | Velká Británie (Londýn)                                          | 10. místo                        | Soupiska                         | Carl Abrahamsson                                                |                                  |                                  |                                  |                                  |                                  |                                  |                                  |                                  |                                  |
| MS – 1938 | ČSR (Praha)                                                      | 5. místo                         | Soupiska                         | Viking Harbom                                                   |                                  |                                  |                                  |                                  |                                  |                                  |                                  |                                  |                                  |
| MS – 1939 | Švýcarsko (Basilej, Curych)                                      | Ne                               |                                  |                                                                 |                                  |                                  |                                  |                                  |                                  |                                  |                                  |                                  |                                  |
| MS – 1947 | ČSR (Praha)                                                      | Stříbrná medaile                 | Soupiska                         | Sten Ahner                                                      |                                  |                                  |                                  |                                  |                                  |                                  |                                  |                                  |                                  |
| MS – 1949 | Švédsko (Stockholm)                                              | 4. místo                         | Soupiska                         |                                                                 |                                  |                                  |                                  |                                  |                                  |                                  |                                  |                                  |                                  |
| MS – 1950 | Velká Británie (Londýn)                                          | 5. místo                         | Soupiska                         | Frank Trottier                                                  |                                  |                                  |                                  |                                  |                                  |                                  |                                  |                                  |                                  |
| MS – 1951 | Francie (Paříž)                                                  | Stříbrná medaile                 | Soupiska                         | Folke Jansson, German Karlsson                                  |                                  |                                  |                                  |                                  |                                  |                                  |                                  |                                  |                                  |
| MS – 1953 | Švýcarsko (Basilej, Curych)                                      | Zlatá medaile                    | Soupiska                         | Folke Jansson                                                   |                                  |                                  |                                  |                                  |                                  |                                  |                                  |                                  |                                  |
| MS – 1954 | Švédsko (Stockholm)                                              | Bronzová medaile                 | Soupiska                         | Folke Jansson                                                   |                                  |                                  |                                  |                                  |                                  |                                  |                                  |                                  |                                  |
| MS – 1955 | NSR (Krefeld, Düsseldorf, Dortmund, Köln)                        | 5. místo                         | Soupiska                         | Herman Carlson                                                  |                                  |                                  |                                  |                                  |                                  |                                  |                                  |                                  |                                  |
| MS – 1957 | SSSR (Moskva)                                                    | Zlatá medaile                    | Soupiska                         | Folke Jansson                                                   |                                  |                                  |                                  |                                  |                                  |                                  |                                  |                                  |                                  |
| MS – 1958 | Norsko (Oslo)                                                    | Bronzová medaile                 | Soupiska                         | Ed Riegle                                                       |                                  |                                  |                                  |                                  |                                  |                                  |                                  |                                  |                                  |
| MS – 1959 | Československo (Bratislava, Ostrava, Brno, Kladno, Kolín, Praha) | 5. místo                         | Soupiska                         | Ed Riegle                                                       |                                  |                                  |                                  |                                  |                                  |                                  |                                  |                                  |                                  |
| MS – 1961 | Švýcarsko (Ženeva, Lausanne)                                     | 4. místo                         | Soupiska                         | Arne Strömberg                                                  |                                  |                                  |                                  |                                  |                                  |                                  |                                  |                                  |                                  |
| MS – 1962 | USA (Colorado Springs, Denver)                                   | Zlatá medaile                    | Soupiska                         | Arne Strömberg                                                  |                                  |                                  |                                  |                                  |                                  |                                  |                                  |                                  |                                  |
| MS – 1963 | Švédsko (Stockholm)                                              | Stříbrná medaile                 | Soupiska                         | Arne Strömberg                                                  |                                  |                                  |                                  |                                  |                                  |                                  |                                  |                                  |                                  |
| MS – 1965 | Finsko (Tampere, Pori)                                           | Bronzová medaile                 | Soupiska                         | Arne Strömberg                                                  |                                  |                                  |                                  |                                  |                                  |                                  |                                  |                                  |                                  |
| MS – 1966 | Jugoslávie (Lublaň)                                              | 4. místo                         | Soupiska                         | Arne Strömberg                                                  |                                  |                                  |                                  |                                  |                                  |                                  |                                  |                                  |                                  |
| MS – 1967 | Rakousko (Vídeň)                                                 | Stříbrná medaile                 | Soupiska                         | Arne Strömberg                                                  |                                  |                                  |                                  |                                  |                                  |                                  |                                  |                                  |                                  |
| MS – 1969 | Švédsko (Stockholm)                                              | Stříbrná medaile                 | Soupiska                         | Arne Strömberg                                                  |                                  |                                  |                                  |                                  |                                  |                                  |                                  |                                  |                                  |
| MS – 1970 | Švédsko (Stockholm)                                              | Stříbrná medaile                 | Soupiska                         | Arne Strömberg                                                  |                                  |                                  |                                  |                                  |                                  |                                  |                                  |                                  |                                  |
| MS – 1971 | Švýcarsko (Bern, Ženeva)                                         | Bronzová medaile                 | Soupiska                         | Arne Strömberg                                                  |                                  |                                  |                                  |                                  |                                  |                                  |                                  |                                  |                                  |
| MS – 1972 | ČSSR (Praha)                                                     | Bronzová medaile                 | Soupiska                         | Bill Harris                                                     |                                  |                                  |                                  |                                  |                                  |                                  |                                  |                                  |                                  |
| MS – 1973 | SSSR (Moskva)                                                    | Stříbrná medaile                 | Soupiska                         | Kjell Svensson                                                  |                                  |                                  |                                  |                                  |                                  |                                  |                                  |                                  |                                  |
| MS – 1974 | Finsko (Helsinky)                                                | Bronzová medaile                 | Soupiska                         | Kjell Svensson                                                  |                                  |                                  |                                  |                                  |                                  |                                  |                                  |                                  |                                  |
| MS – 1975 | NSR (Mnichov, Düsseldorf)                                        | Bronzová medaile                 | Soupiska                         | Ronald Pettersson                                               |                                  |                                  |                                  |                                  |                                  |                                  |                                  |                                  |                                  |
| MS – 1976 | Polsko (Katovice)                                                | Bronzová medaile                 | Soupiska                         | Roland Pettersson, Kjel Larsson                                 |                                  |                                  |                                  |                                  |                                  |                                  |                                  |                                  |                                  |
| MS – 1977 | Rakousko (Vídeň)                                                 | Stříbrná medaile                 | Soupiska                         | Hans Lindberg                                                   |                                  |                                  |                                  |                                  |                                  |                                  |                                  |                                  |                                  |
| MS – 1978 | ČSSR (Praha)                                                     | 4. místo                         | Soupiska                         | Hans Lindberg, Kjell Larsson                                    |                                  |                                  |                                  |                                  |                                  |                                  |                                  |                                  |                                  |
| MS – 1979 | SSSR (Moskva)                                                    | Bronzová medaile                 | Soupiska                         | Tommy Sandlin, Jan Eric Nilsson                                 |                                  |                                  |                                  |                                  |                                  |                                  |                                  |                                  |                                  |
| MS – 1981 | Švédsko (Stockholm, Göteborg)                                    | Stříbrná medaile                 | Soupiska                         | Bengt Olsson                                                    |                                  |                                  |                                  |                                  |                                  |                                  |                                  |                                  |                                  |
| MS – 1982 | Finsko (Tampere, Helsinky)                                       | 4. místo                         | Soupiska                         | Anders Parmström                                                |                                  |                                  |                                  |                                  |                                  |                                  |                                  |                                  |                                  |
| MS – 1983 | NSR (Düsseldorf, Dortmund, Mnichov)                              | 4. místo                         | Soupiska                         | Anders Parmström                                                |                                  |                                  |                                  |                                  |                                  |                                  |                                  |                                  |                                  |
| MS – 1985 | ČSSR (Praha)                                                     | 6. místo                         | Soupiska                         | Leif Boork, Curt Lindström                                      |                                  |                                  |                                  |                                  |                                  |                                  |                                  |                                  |                                  |
| MS – 1986 | SSSR (Moskva)                                                    | Stříbrná medaile                 | Soupiska                         | Curt Lindström                                                  |                                  |                                  |                                  |                                  |                                  |                                  |                                  |                                  |                                  |
| MS – 1987 | Rakousko (Vídeň)                                                 | Zlatá medaile                    | Soupiska                         | Tommy Sandlin, Curt Lindström                                   |                                  |                                  |                                  |                                  |                                  |                                  |                                  |                                  |                                  |
| MS – 1989 | Švédsko (Stockholm)                                              | 4. místo                         | Soupiska                         | Tommy Sandlin                                                   |                                  |                                  |                                  |                                  |                                  |                                  |                                  |                                  |                                  |
| MS – 1990 | Švýcarsko (Bonn, Fribourg)                                       | Stříbrná medaile                 | Soupiska                         | Tommy Sandlin, Bengt Ohlson                                     |                                  |                                  |                                  |                                  |                                  |                                  |                                  |                                  |                                  |
| MS – 1991 | Finsko (Turku, Tampere, Helsinky)                                | Zlatá medaile                    | Soupiska                         | Cony Evensson, Curt Lundmark                                    |                                  |                                  |                                  |                                  |                                  |                                  |                                  |                                  |                                  |
| MS – 1992 | ČSFR (Praha, Bratislava)                                         | Zlatá medaile                    | Soupiska                         | Conny Evenson a Curt Lundmark                                   |                                  |                                  |                                  |                                  |                                  |                                  |                                  |                                  |                                  |
| MS – 1993 | SRN (Dortmund, Mnichov)                                          | Stříbrná medaile                 | Soupiska                         |                                                                 |                                  |                                  |                                  |                                  |                                  |                                  |                                  |                                  |                                  |
| MS – 1994 | Itálie (Canezei, Bolzano, Milán)                                 | Bronzová medaile                 | Soupiska                         | Curt Lundmark                                                   |                                  |                                  |                                  |                                  |                                  |                                  |                                  |                                  |                                  |
| MS – 1995 | Švédsko (Stockholm)                                              | Stříbrná medaile                 | Soupiska                         |                                                                 |                                  |                                  |                                  |                                  |                                  |                                  |                                  |                                  |                                  |
| MS – 1996 | Rakousko (Vídeň)                                                 | 6. místo                         | Soupiska                         |                                                                 |                                  |                                  |                                  |                                  |                                  |                                  |                                  |                                  |                                  |
| MS – 1997 | Finsko (Helsinky, Turku, Tampere)                                | Stříbrná medaile                 | Soupiska                         | Kent Forsberg a Tommy Tomth                                     |                                  |                                  |                                  |                                  |                                  |                                  |                                  |                                  |                                  |
| MS – 1998 | Švýcarsko (Curych, Basilej)                                      | Zlatá medaile                    | Soupiska                         | Kent Forsberg, Tommy Tomth                                      |                                  |                                  |                                  |                                  |                                  |                                  |                                  |                                  |                                  |
| MS – 1999 | Norsko (Hamar, Lillehammer, Oslo)                                | Bronzová medaile                 | Soupiska                         | Stefan Lundh, Sune Bergman                                      |                                  |                                  |                                  |                                  |                                  |                                  |                                  |                                  |                                  |
| MS – 2000 | Rusko (Petrohrad)                                                | 7. místo                         | Soupiska                         | Stephan Lundh, Hardy Nilsson                                    |                                  |                                  |                                  |                                  |                                  |                                  |                                  |                                  |                                  |
| MS – 2001 | Německo (Norimberk, Kolín nad Rýnem, Hannover)                   | Bronzová medaile                 | Soupiska                         | Hardy Nilsson, Tommy Tomth                                      |                                  |                                  |                                  |                                  |                                  |                                  |                                  |                                  |                                  |
| MS – 2002 | Švédsko (Göteborg, Jönköping, Karlstad)                          | Bronzová medaile                 | Soupiska                         | Hardy Nilsson, Mats Waltin                                      |                                  |                                  |                                  |                                  |                                  |                                  |                                  |                                  |                                  |
| MS – 2003 | Finsko (Helsinky)                                                | Stříbrná medaile                 | Soupiska                         | Hardy Nilsson, Tommy Samuelsson                                 |                                  |                                  |                                  |                                  |                                  |                                  |                                  |                                  |                                  |
| MS – 2004 | Česko (Praha, Ostrava)                                           | Stříbrná medaile                 | Soupiska                         | Hardy Nilsson, Ulf Dahlén, Tommy Samuelsson                     |                                  |                                  |                                  |                                  |                                  |                                  |                                  |                                  |                                  |
| MS – 2005 | Rakousko (Vídeň, Innsbruck)                                      | 4. místo                         | Soupiska                         | Bengt-Ake Gustafsson, Tommy Samuelsson, Jan Karlsson            |                                  |                                  |                                  |                                  |                                  |                                  |                                  |                                  |                                  |
| MS – 2006 | Lotyšsko (Riga)                                                  | Zlatá medaile                    | Soupiska                         | Bengt-Ake Gustafsson, Jan Karlsson, Tommy Samuelsson            |                                  |                                  |                                  |                                  |                                  |                                  |                                  |                                  |                                  |
| MS – 2007 | Rusko (Moskva , Petrohrad)                                       | 4. místo                         | Soupiska                         | Bengt-Ake Gustafsson, Jan Karlsson, Tommy Samuelsson            |                                  |                                  |                                  |                                  |                                  |                                  |                                  |                                  |                                  |
| MS – 2008 | Kanada (Québec, Halifax)                                         | 4. místo                         | Soupiska                         | Bengt-Ake Gustafsson, Anders Eldebrink                          |                                  |                                  |                                  |                                  |                                  |                                  |                                  |                                  |                                  |
| MS – 2009 | Švýcarsko (Bern, Kloten)                                         | Bronzová medaile                 | Soupiska                         | Bengt-Ake Gustafsson, Roger Ronnberg, Anders Eldebrink          |                                  |                                  |                                  |                                  |                                  |                                  |                                  |                                  |                                  |
| MS – 2010 | Německo (Kolín nad Rýnem a Mannheim)                             | Bronzová medaile                 | Soupiska                         | Bengt-Åke Gustafsson, Roger Rönnberg                            |                                  |                                  |                                  |                                  |                                  |                                  |                                  |                                  |                                  |
| MS – 2011 | Slovensko (Bratislava a Košice)                                  | Stříbrná medaile                 | Soupiska                         | Pär Mårts, Roger Rönnberg, Stefan Ladhe                         |                                  |                                  |                                  |                                  |                                  |                                  |                                  |                                  |                                  |
| MS – 2012 | Finsko a Švédsko (Helsinky, Stockholm)                           | 6. místo                         | Soupiska                         | Pär Mårts                                                       |                                  |                                  |                                  |                                  |                                  |                                  |                                  |                                  |                                  |
| MS – 2013 | Švédsko a Finsko (Stockholm, Helsinky)                           | Zlatá medaile                    | Soupiska                         | Pär Mårts                                                       |                                  |                                  |                                  |                                  |                                  |                                  |                                  |                                  |                                  |
| MS – 2014 | Bělorusko (Minsk)                                                | Bronzová medaile                 | Soupiska                         | Pär Mårts                                                       |                                  |                                  |                                  |                                  |                                  |                                  |                                  |                                  |                                  |
| MS – 2015 | Česko (Praha, Ostrava)                                           | 5. místo                         | Soupiska                         | Pär Mårts, Rikard Grönborg, Peter Popovic                       |                                  |                                  |                                  |                                  |                                  |                                  |                                  |                                  |                                  |
| MS – 2016 | Rusko (Moskva, Petrohrad)                                        | 6. místo                         | Soupiska                         | Pär Mårts, Johan Tornberg, Peter Popovic                        |                                  |                                  |                                  |                                  |                                  |                                  |                                  |                                  |                                  |
| MS – 2017 | Německo (Kolín nad Rýnem) a Francie (Paříž)                      | Zlatá medaile                    | Soupiska                         | Rikard Grönborg, Johan Garpenlöv, Peter Popovic, Todd Woodcroft |                                  |                                  |                                  |                                  |                                  |                                  |                                  |                                  |                                  |
| MS – 2018 | Dánsko (Kodaň, Herning)                                          | Zlatá medaile                    | Soupiska                         | Rikard Grönborg, Johan Garpenlöv, Peter Popovic                 |                                  |                                  |                                  |                                  |                                  |                                  |                                  |                                  |                                  |
| MS – 2019 | Slovensko (Bratislava, Košice)                                   | 5. místo                         | Soupiska                         | Rikard Grönborg, Johan Garpenlöv, Peter Popovic                 |                                  |                                  |                                  |                                  |                                  |                                  |                                  |                                  |                                  |
| MS – 2020 | Švýcarsko (Curych, Lausanne)                                     | Zrušeno kvůli pandemii covidu-19 | Zrušeno kvůli pandemii covidu-19 | Zrušeno kvůli pandemii covidu-19                                | Zrušeno kvůli pandemii covidu-19 | Zrušeno kvůli pandemii covidu-19 | Zrušeno kvůli pandemii covidu-19 | Zrušeno kvůli pandemii covidu-19 | Zrušeno kvůli pandemii covidu-19 | Zrušeno kvůli pandemii covidu-19 | Zrušeno kvůli pandemii covidu-19 | Zrušeno kvůli pandemii covidu-19 | Zrušeno kvůli pandemii covidu-19 |
| MS – 2021 | Lotyšsko (Riga)                                                  | 9. místo                         | Soupiska                         | Johan Garpenlöv, Markus Akerblom, Marcus Ragnarsson             |                                  |                                  |                                  |                                  |                                  |                                  |                                  |                                  |                                  |
| MS – 2022 | Finsko Helsinky a Tampere                                        | 6. místo                         | Soupiska                         | Johan Garpenlöv                                                 |                                  |                                  |                                  |                                  |                                  |                                  |                                  |                                  |                                  |
| MS – 2023 | Lotyšsko a Finsko (Riga, Tampere)                                | 6. místo                         | Soupiska                         | Sam Hallam                                                      |                                  |                                  |                                  |                                  |                                  |                                  |                                  |                                  |                                  |
| MS – 2024 | (Praha, Ostrava)                                                 | Bronzová medaile                 | Soupiska                         | Sam Hallam                                                      |                                  |                                  |                                  |                                  |                                  |                                  |                                  |                                  |                                  |
| MS – 2025 | Švédsko a Dánsko (Stockholm, Herning)                            | Bronzová medaile                 | Soupiska                         | Sam Hallam                                                      |                                  |                                  |                                  |                                  |                                  |                                  |                                  |                                  |                                  |

## Kanadský pohár
| Rok       | Místa turnaje                                                                        | Umístění         |
| --------- | ------------------------------------------------------------------------------------ | ---------------- |
| KP – 1976 | Montreal, Toronto, Philadelphia, Winnipeg, Ottawa, Quebec                            | 4. místo         |
| KP – 1981 | Montreal, Winnipeg, Ottawa, Edmonton                                                 | 5. místo         |
| KP – 1984 | Halifax, Montreal, Calgary, Londýn, Edmonton, Vancouver, Buffalo                     | Stříbrná medaile |
| KP – 1987 | Calgary, Hamilton, Ottawa, Halifax, Montreal, Sydney                                 | Bronzová medaile |
| KP – 1991 | Toronto, Hamilton, Montreal, Ottawa, Quebec, Saskatoon, Chicago, Detroit, Pittsburgh | 4. místo         |

## Světový pohár
| Rok       | Místa turnaje                                                                                           | Umístění         |
| --------- | --- | ---------------- |
| SP – 1996 | Stockholm, Helsinky, Praha, Garmisch-Partenkirchen, Ottawa, Philadelphia, Montreal, Vancouver, New York | Bronzová medaile |
| SP – 2004 | Helsinky, Stockholm, Montreal, Kolín nad Rýnem, Saint Paul, Praha, Toronto                              | 5. místo         |

## Galerie dresů reprezentace
| 1989-1992 | ZOH 1994 | ZOH 2006 | ZOH 2014 | ZOH 2018 | ZOH 2022 |
| \| \|     |          |          |          |          |          |
|           |          |          |          |          |          |

| 1998-2001 | 2006 | 2014–2018 | SP 2016 | 2018-současnost |
|           |      |           |         |                 |